# Werbig (Niederer Fläming)
Werbig is een dorp in de Duitse deelstaat Brandenburg, ten zuidwesten van de hoofdstad Berlijn. In januari 1962 werd het slechts 1 km oostwaarts gelegen buurdorpje Lichterfelde aan Werbig toegevoegd. Werbig was tot en met 1997 een zelfstandige gemeente. Op 31 december 1997 is het een Ortsteil van de gemeente Niederer Fläming geworden.

## Infrastructuur, economie
Werbig, waar de Bundesstraße 102 doorheen loopt, is een van de grootste plaatsjes in de gemeente. In het dorp is een bushalte van buslijnen naar Luckenwalde, Jüterbog en Dahme. Het is een typisch plattelandsdorp, waar de agrarische sector de economie domineert.
Iets ten noordwesten van Werbig staat een windmolenpark met 15 windturbines.
De gemeente Niederer Fläming heeft geen eigen bestuur, maar behoort met drie andere tot het Amt Dahme/Mark, waarvan het bestuur te Dahme zetelt. In het dichtbij gelegen Lichterfelde staat voor de gehele gemeente een dependance van deze Amtsverwaltung.

## Geschiedenis
Werbig is waarschijnlijk, op de locatie van een 6e-eeuws Slavisch dorpje, in de 13e eeuw (oudste schriftelijke vermelding in 1225) door Vlamingen uit Wervik (wat mogelijk de plaatsnaam verklaart) gesticht in het kader van de Oostkolonisatie. In 1558 werd het dorpje door een grote brand, en in 1638 door een pestepidemie geteisterd.

## Bijzondere gebouwen, economie
Het dorpskerkje van Werbig dateert uit de 14e eeuw. Het lutherse godshuis bezit een zogeheten doopengel uit 1714. De in de 20e eeuw verloren gegane torenspits is in 2011 herbouwd.
Werbig heeft als enige dorp in de gemeente Niederer Fläming een basisschool.

## Afbeeldingen

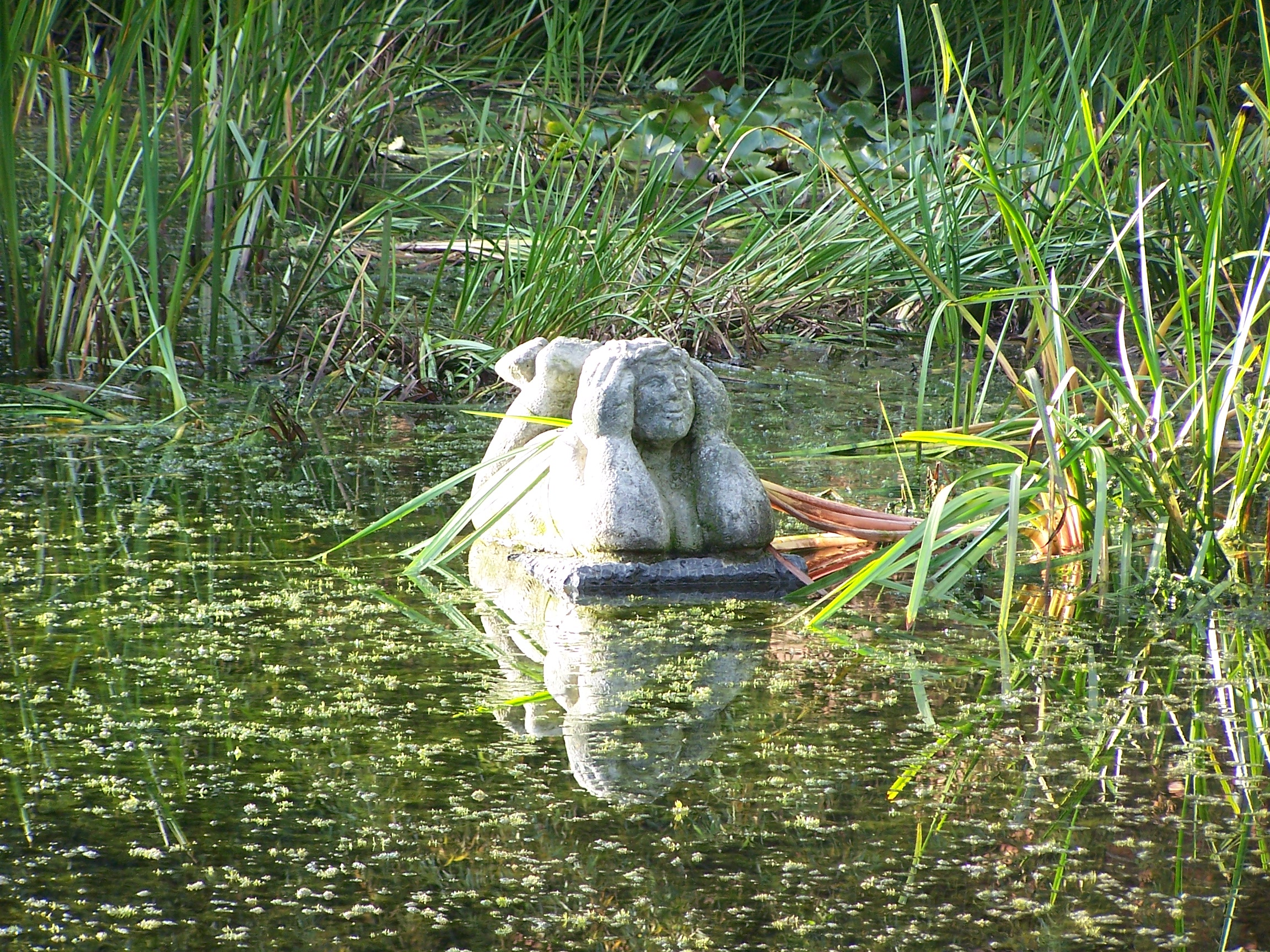
Beeldhouwwerk Werbeline in de dorpsvijver, bij de kerk
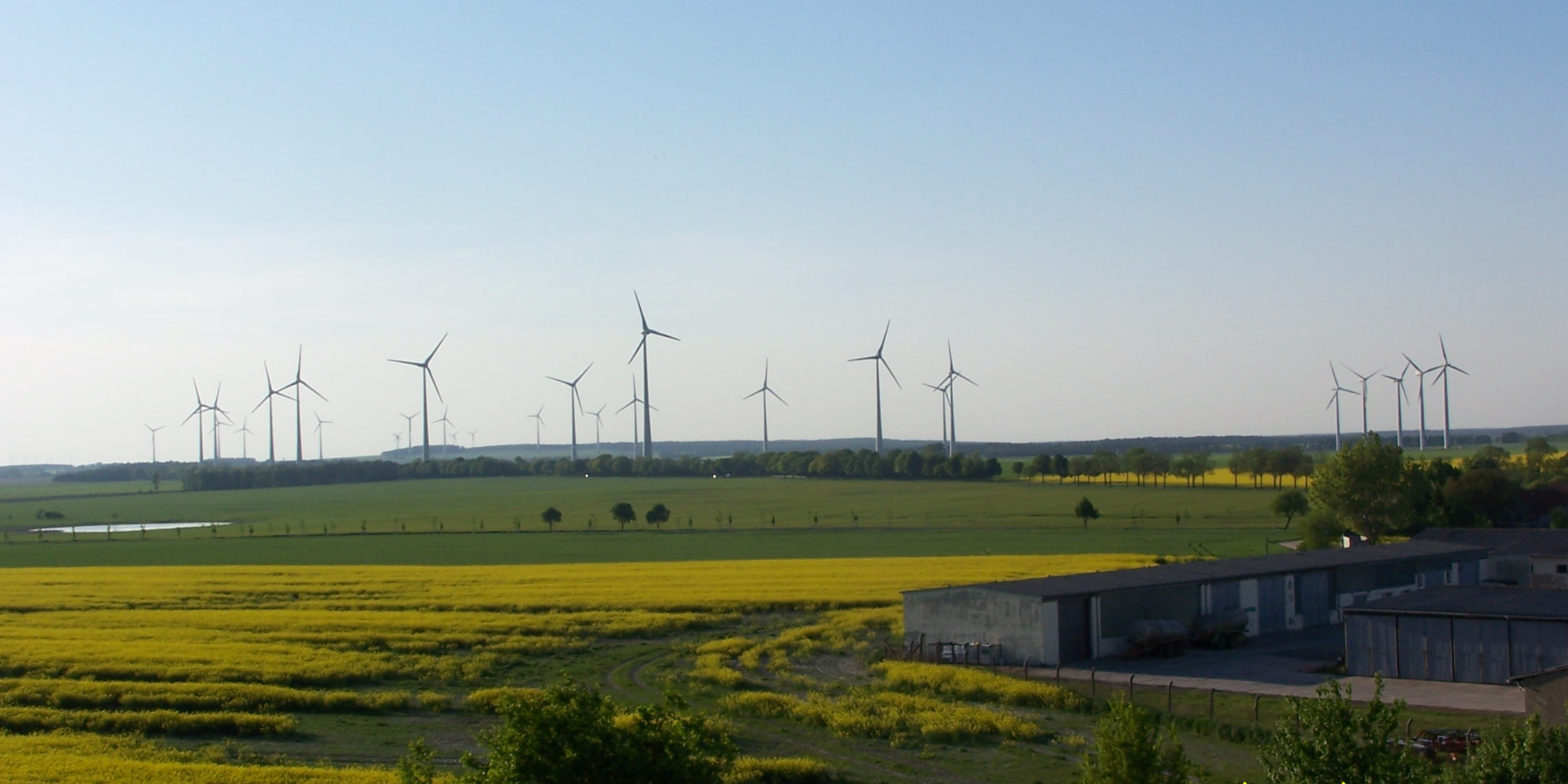
Windpark bij Werbig